# Ntoskrnl.exe
ntoskrnl.exe (acrónimo de «Windows NT Operating System Kernel»), o ntkrnlpa.exe (en sistemas con soporte de extensión de dirección física) es el archivo binario correspondiente al núcleo o kernel del sistema operativo en la plataforma Microsoft Windows NT. 
Es responsable de servicios centrales del sistema, como: la virtualización del hardware, el control de procesos, la gestión de memoria, etc. por lo que constituye un módulo fundamental del sistema operativo. También se ocupa de la gestión de memoria y caché, el Monitor de Referencia de seguridad y el planificador, entre otras cosas. 
En Windows XP este archivo se localiza en la dirección C:\Windows\Driver Cache\i386. En otras carpetas hay varios archivos con ese mismo nombre, sin embargo, no con la misma extensión.

## Inicio
Este sistema binario no es una aplicación nativa (no está enlazado a Ntdll.dll), pero con un punto de entrada principal estándar, un trozo que llama a la función de inicialización del núcleo y no se utiliza por cualquier cosa porque el gestor del OS (OSLOADER) KiSystemStartup se llaman directamente.
```
// NTOSKRNL main

int
 
__cdecl
 
main
(
IN
 
PLOADER_PARAMETER_BLOCK
 
LoaderBlock
)

{

  
// Fire up NT!

  
KiSystemStartup
(
LoaderBlock
);

  
return
 
0
;

}

```

Mientras ntoskrnl.exe no está enlazado con ntdll.dll, está enlazado a bootvid.dll, hal.dll y kdcom.dll. Debido a que requiere una copia estática de los objetos C el tiempo de ejecución depende de la *.exe que pesa generalmente cerca de 2 MB de tamaño.

## Nombres del núcleo
- NTOSKRNL.EXE : 1 CPU
- NTKRNLPA.EXE : 1 CPU, PAE
- NTKRPAMP.EXE : N CPU SMP, PAE
- NTKRNLMP.EXE : N CPU SMP